# Districte de Mandla
El districte de Mandla és una divisió administrativa de Madhya Pradesh a l'Índia amb capital a Mandla; forma part de la divisió de Jabalpur. Té una superfície de 8.771 km² i una població de 779.414 habitants. Està situat a la conca del Narbada a la regió anomenada Mahakoshal. És un dels districtes més retardats de l'Índia. Dins el districte hi ha el Parc Nacional de Kanha i el Parc Nacional de Plantes Fòssils de Mandla.

## Administració
Està dividit en 4 tehsils, 9 blocs de desenvolupament rural (blocks), i 1214 pobles. Bona part de la població són aborígens (adivasi), principalment gonds. Els tehsils o talukes són:
- Mandla
- Bichhia o Bicchiya (de creació recent)
- Niwas
- Nainpur

El districte de Dindori es va segregar de Mandla el 1998 amb els tehsils de Dindori i Shahpura i el block de Mehandwani; els altres quatre (tres aleshores) tehsils i 9 blocks van quedar a Mandla.

## Història
La dinastia gond de Garha-Mandla va començar, segons una inscripció trobada al palau de Ramnagar, al segle v, amb la pujada al tron de Jadho Rai, un aventurer rajput que va entrar al servei d'un rei gond i es va casar amb la seva filla i després al va succeir al tron. Això hauria passat a la meitat del segle V o segons Cunningham, a la meitat del segle VII (el 664). Els successor foren Madhavsinha, i després Jagannatha, i van seguir 43 tres reis incloent Narsinha, Ramchandra, Krishna, Rudra, Jagannatha, Vasudeva, Madan Singh, Arjun, Sangram, Dalpat, Vir Narayan, Chandra, Madhukar, Prem Narayan i Hirde Shah. Una teoria suposa que la seu original del regne hauria estat Garha prop de Jubbulpore, però se sap que al segle xii la dinastia kalachuri rajput hi governava i molts opinen que no podia haver estat abans possessió dels gonds.
En tot cas Garha-Mandla fou un petit regne local fins a la pujada de Sangram Sah, el 47è rei, el 1480. Aquest príncep va estendre els seus dominis per la vall del Narbada i possiblement per Bhopal, Saugor i Damoh i part de les muntanyes Satpura, i va construir 52 fortaleses o quarters que va deixar al seu fill. El domini ampliat fou no obstant efímer; el 1564 Asaf Khan, virrei mogol, va envair el territori del regne; la reina Durgavati, vídua de Dalpat Sah (fill de Sangram Sah) i que aleshores era la regent del seu fill (menor d'edat) Vir Narayan Shah, s'hi va enfrontar prop del fort de Singorgarh a Damoh; fou derrotada i es va retirar de Garha cap a Mandla i va prendre posicions en un estret congost; allí, muntada en un elefant, va dirigir de manera valenta les seves forces i fou ferida per una fletxa però va refusar la retirada; mentre el riu a la seva esquena que a l'inici de la batalla estava quasi sec va començar a créixer i al cap de poques hores li estava tallant la retirada; quan la reina es va veure propera a la derrota i sense poder retirar-se, es va suïcidar. Asaf Khab va aconseguir un gran botí, incloent més de mil elefants; Vir Narayan Shah, el raja fill de Durgavati, va morir defensant el fort de Chauragad; finalment els gonds van acceptar la sobirania mogol; el regne va subsistir però com un petit principat local tributari; els districte que després van formar Bhopal, foren cedits a l'emperador a canvi de lo qual el príncep Chandra Sah (oncle de Vir Narayan) fou reconegut al tron. Madhukar Shah, fill de Chandra Sah, va accedir al tron matant el seu germà gran, però angoixat pel remordiment es va cremar viu.
Un fill de Madhukar Shah, Prem Narayan, va succeir al seu pare i en el seu temps els bundeles de Jhujhar Singh van envair Narsinghpur i van assaltar el castell de Chauragarh (sense èxit). Prem i Jhujhar van acabar morint a la lluita. A Prem el va succeir el seu fill Hirde Sah que va passar part de la seva vida a la cort a Delhi iu va construir un palau a Ramnagar entre altres construccions. El 1670 Mandla fou declarada capital del regne.
Posteriorment lluites successòries van portar als pretendents a demanar suports externs i cada vegada es va haver de pagar un preu. Part de Saugor fou cedit a l'emperador, el sud de Saugor i Damoh a Chhatarsal de Panna, i Seoni al raja gond de Deogarh. El 1742 el peshwa va envair Mandla, i va recaptar el chauth (la decima part). Els Bhonsle de Nagpur van annexionar els territoris que després van formar Balaghat i part de Bhandara. Finalment el 1781, el darrer rei gond-rajput Narhar Sah fou fet presoner al seu fort a Khurai prop de Saugor i fou deposat i el regne de Garha-Mandla annexionat al govern maratha de Saugor aleshores sota el control del peshwa.
El territori havia estat força poblat però al segle xvii un pandit que governava a Saugor, Vasudeo, va cobrar tants tributs en menys de dos anys que va ocasionar el despoblament. El 1799 el territori va passar als Bhonsle de Nagpur d'acord amb un anterior tractat concertat amb el peshwa; durant els 18 anys següents el territori fou assolat pels pindaris que no obstant mai van poder ocupar Mandla. El 1818 va esdevenir territori britànic. La guarnició maratha va refusar rendir-se i el general Marshall la va ocupar per assalt.
Va formar el districte de Mandla, situat a la divisió de Jubbulpore a les Províncies Centrals amb una superfície de 13.090 km² a la part oriental de l'altiplà de Satpura fins a l'altiplà d'Amarkantak a la vora de Rewah. El riu principal era el Narbada i alguns dels seus afluents com el Banjar; altres rius són el Burhner i els seus afluents, i el Kharmer.
El 1857 durant la rebel·lió, els rages de Ramgarh, Shahpura i Sohagpur es van unir als rebels, junt amb les seves forces gond que van seguir lleialment als seus caps. Al començament del 1858 es va restaurar l'ordre i els estats de Ramgarh i Shahpura foren confiscats mentre Sohagpur fou cedit a Rewah. El darrer representant dels reis rajputs-gonds de Garha-Mandla, Shankar Sah, vivia retirat a Jubbulpore, on posseïa un jagir de pocs pobles, i durant el motí va intentar aixecar un partit favorable intentant la revolta sense èxit. El 1858 ell i el seu fill foren capturats i encausats i executats a trets.
La població era:
- 1881: 300.659
- 1891: 339.341
- 1901: 317.250

Administrativament estava dividit en dos tahsils (que el 1998 van acabar sent dos districtes):
- Mandla
- Dindori

El 1904 els seus límits foren modificats bescanviant un petit territori amb Balaghat. El tahsil de Mandla mesurava 6.571 km² amb una població el 1901 de 177.621 habitants i el 1904 de 178.771 persones, amb una única ciutat, Mandla (5.428 habitants el 1901) i 950 pobles.
El 38% dels habitants eren hindús i el 60% animistes (musulmans només 5000); el 75% parlava bagheli o hindi oriental, i 25% gond. La meitat dels gonds parlava un hindi corrupte, com també els kols i els baigues. Les tribus i castes principals eren: gonds, ahirs, pankes i telis.

## LLocs interessants
- Deogaon, a la unió del Narbada i el Burhner, a uns 30 km al nord-est de Mandla, amb un antic temple
- Kukarramath, (avui a Dindori a uns 20 km de la capital) amb nombrosos temples
- Palaus dels rages a Ramnagar, de 1663, a uns 15 km a l'est de Mandla a la riba sud del Narbada (fou capital durant 8 dels reis).